# Oued Seguen
Oued Seguen (em árabe: وادى سقن) é uma cidade e comuna localizada na província de Mila, Argélia. Segundo o censo de 2008, a população total da cidade era de 13 319 habitantes.